# Lance Burton
William Lance Burton, född 10 mars 1960 i Columbia i Kentucky, är en amerikansk illusionist.